# Relevo da Europa

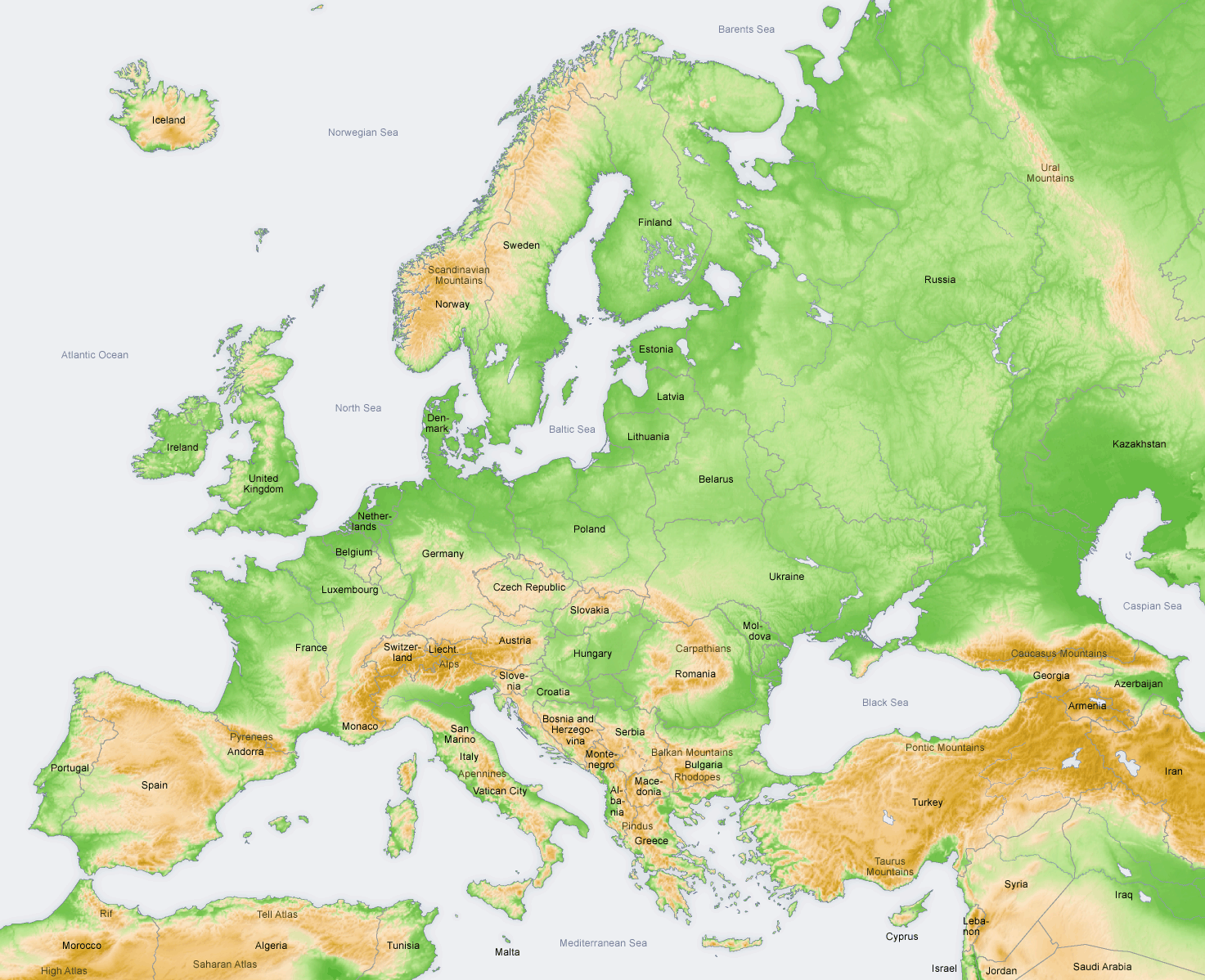
Topografia da Europa

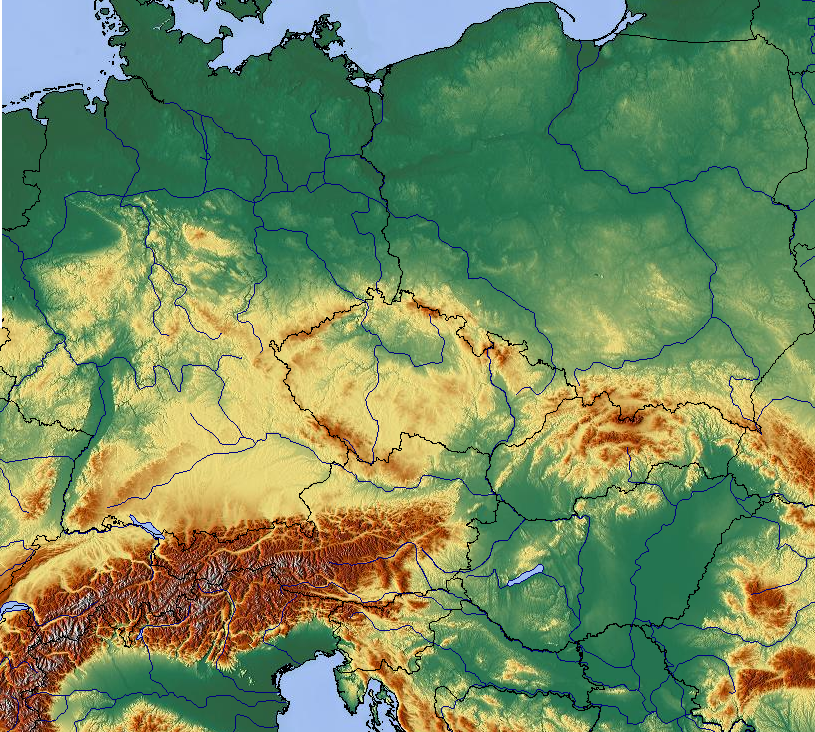
Relevo da Europa central.

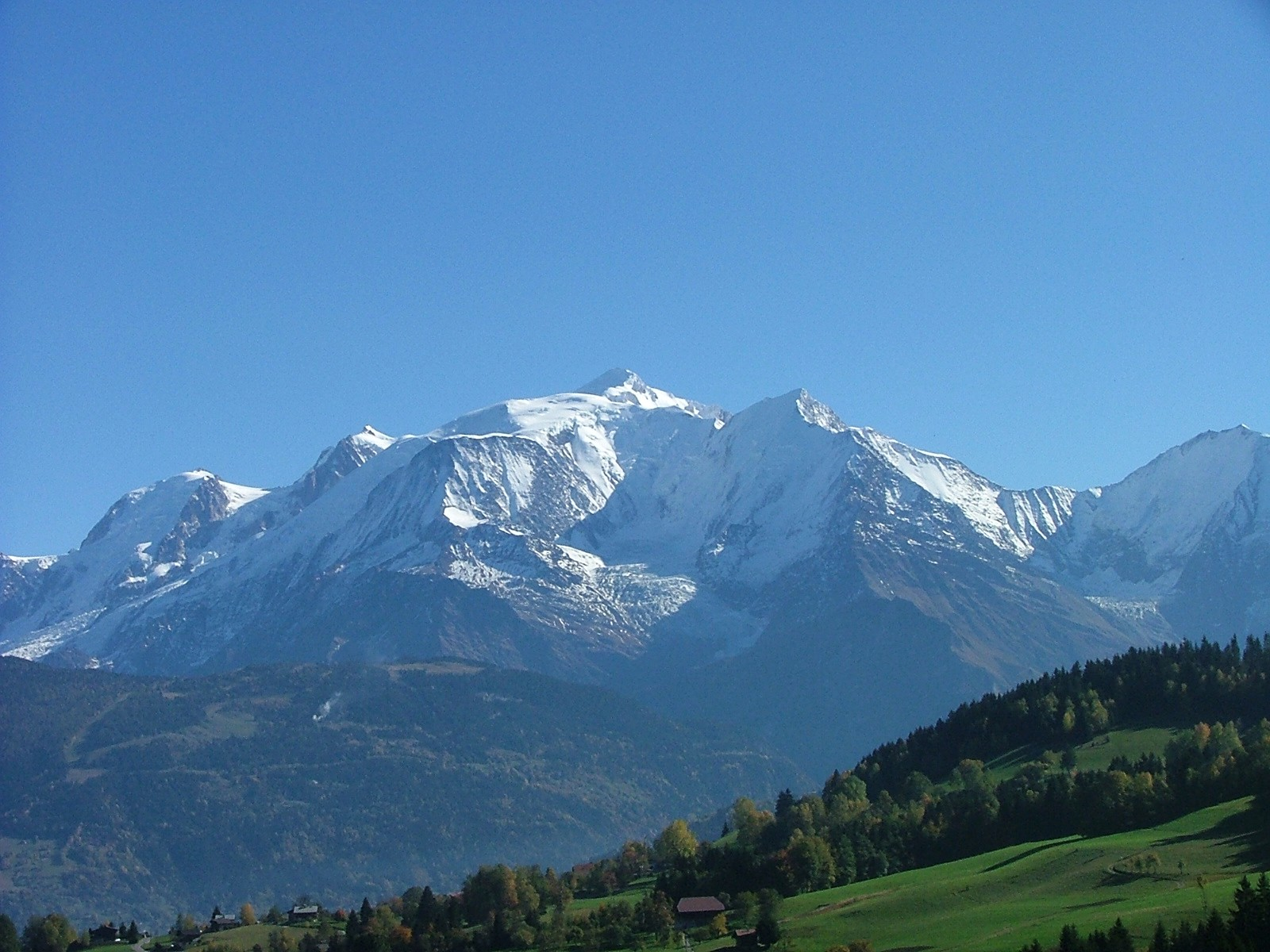
Monte Branco, nos Alpes.

O Relevo da Europa é diversificado e espetacular, variando desde montanhas majestosas até planícies vastas e litorais pitoresos. Essa diversidade de formas de relevo é o resultado de uma história geológica complexa e influências climáticas variadas ao longo do tempo.

## Montanhas e Cordilheiras
As montanhas da Europa incluem algumas das mais famosas cadeias montanhosas do mundo. Os Alpes, localizados no centro da Europa, são a cordilheira mais alta e extensa do continente, estendendo-se por cerca de 1.200 quilômetros através de vários países, incluindo França, Suíça, Itália e Áustria. Os Alpes abrigam alguns dos picos mais altos da Europa, como o Mont Blanc, o Matterhorn e o Monte Rosa.
Além dos Alpes, a Europa possui outras importantes cordilheiras, como os Pirenéus, que formam a fronteira natural entre a França e a Espanha, e os Cárpatos, que se estendem pelo leste da Europa, passando por países como Romênia, Ucrânia e Eslováquia. No norte da Europa, destacam-se os Alpes Escandinavos, que percorrem a península escandinava e abrigam o pico mais alto da região, o Kebnekaise, na Suécia.

## Planaltos e Colinas
Além das majestosas cordilheiras, a Europa também possui vastas áreas de planaltos e colinas. O Planalto da Europa Central é uma região que se estende por várias partes do continente, incluindo a Alemanha, a República Tcheca e a Polônia. Essa área é caracterizada por suas terras altas onduladas e é uma importante região agrícola na Europa.
Outros planaltos notáveis incluem o Planalto Ibérico, localizado na Espanha e em Portugal, e o Planalto Escocês, no Reino Unido. Essas áreas apresentam uma mistura de montanhas, colinas e vales, criando paisagens pitorescas e únicas.

## Planícies e Vales
As planícies são uma característica proeminente do relevo europeu, ocupando grandes extensões de território em várias partes do continente. As Planícies da Europa Oriental, por exemplo, abrangem vastas áreas da Rússia, Ucrânia e Bielorrússia, sendo uma das maiores planícies do mundo.
Além das planícies, a Europa possui numerosos vales pitorescos esculpidos por rios e geleiras ao longo do tempo. O Vale do Reno, na Alemanha, é um exemplo proeminente, conhecido por suas vinhas, castelos e cidades históricas ao longo de suas margens.

## Litorais e Ilhas
Os litorais da Europa são variados e espetaculares, apresentando falésias dramáticas, praias de areia dourada e enseadas isoladas. As costas do Mediterrâneo, como a Riviera Francesa e a Costa Amalfitana na Itália, são famosas por sua beleza natural e clima ensolarado.
Além dos litorais, a Europa é pontilhada por numerosas ilhas, grandes e pequenas. Desde as ilhas gregas no Mar Egeu até as Ilhas Britânicas no Atlântico Norte, as ilhas europeias oferecem uma variedade de paisagens e culturas únicas.
As principais penínsulas europeias são a península Escandinava, a península de Cola, e a Jutlândia no norte, a Península Ibérica, a Península Itálica e a Península Balcânica, que se elevam do extremo sul do continente até ao Mar Mediterrâneo.
Assim, o relevo da Europa é uma tapeçaria complexa de montanhas, planaltos, planícies e litorais, moldados por milhões de anos de atividade geológica e processos naturais. Essa diversidade de formas de relevo não apenas contribui para a beleza natural do continente, mas também desempenha um papel crucial na história, na cultura e na vida cotidiana dos povos europeus.